# 奧蘭多·強森
奧蘭多·文森特·強森（英語：Orlando Vincent Johnson，1989年3月11日—）為美國男子籃球運動員，在2012年NBA选秀第二輪第36順位獲得沙加緬度國王青睞，之後隨即被交易至印第安纳步行者，總計站上NBA舞臺103場，場均上場10.8分鐘，可貢獻3.2分、1.7籃板、0.7助攻，第16季SBL超級籃球聯賽桃園璞園建築註銷艾曼紐·瓊斯以後找來強森加入球隊，強森原定2018年12月27日抵達臺灣，但因為護照失竊而延到12月30日才到達。2019年1月4日，強森完成SBL初登板，繳出28分、7籃板、5助攻的表現。3月27日，強森在對上金門酒廠的比賽寫下19分、12籃板、12助攻大三元成績單，為SBL第9位完成大三元的球員。2023年6月30日，全国男子篮球联赛河南赊店老酒宣布延攬強森作為球隊新賽季的外援。2024年10月強森加入扎布汗兄弟（Zavkhan Brothers）。

## 外部連結
- 奧蘭多·強森在NBA（英语）
- 奧蘭多·強森在歐洲籃球聯賽（英语）
- 奧蘭多·強森在西班牙篮球甲级联赛（球員）（西班牙语）
- 奧蘭多·強森在VTB聯賽（英语）
- 奧蘭多·強森在Basketball-Reference.com（NBA）（英语）
- 奧蘭多·強森在Basketball-Reference.com（NBA G聯盟）（英语）
- 奧蘭多·強森在Basketball-Reference.com（國際）（英语）
- 奧蘭多·強森在Sports-Reference.com（NCAA）（英语）
- 奧蘭多·強森在Eurobasket.com（球員）（英语）
- 奧蘭多·強森在Proballers（英语）
- 奧蘭多·強森在RealGM（英语）